# Biais (distorsion)
Pour les articles homonymes, voir Biais.
Dans diverses disciplines, un biais est une erreur systématique ou une simplification abusive.

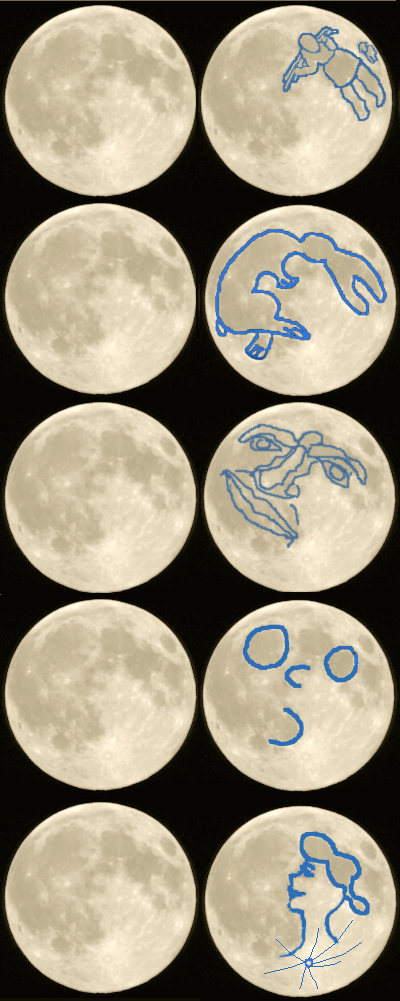
L'interprétation des formes aléatoires apparaissant à la surface de la Lune constitue un exemple courant de biais perceptuel causé par la paréidolie (processus tendant à discerner une forme familière parmi des formes aléatoires).

Les biais peuvent être transmis implicitement avec le contexte culturel. Un individu peut notamment développer un biais en faveur ou à l'encontre d'un autre individu, d'un groupe ethnique, d'une identité de sexe ou de genre, d'une nation, d'une religion, d'une classe sociale, d'un parti politique, d'une théorie, d'une idéologie ou d'une espèce. « Biaisé » signifie unilatéral, manquant de neutralité de point de vue ou d'ouverture d'esprit. Les biais peuvent prendre de nombreuses formes et sont associés aux préjugés et à l'intuition.
En science et technique, un biais est une erreur de mesure. Un biais statistique peut résulter d'un échantillonnage déséquilibré d'une population, ou d'un procédé d'évaluation qui ne donne pas un résultat précis en moyenne.

## Biais cognitifs
Un biais cognitif est un faux-pas récurrent dans la réflexion, l'évaluation, la mémorisation ou d'autres processus cognitifs. C'est-à-dire un schéma suivant lequel apparaissent des déviations par rapport aux normes en matière de jugement, ces déviations pouvant amener à créer des inférences de manière déraisonnable.
Les individus créent leur propre « réalité sociale subjective » à partir de leurs propres perceptions, leur vision du monde peut dicter leur comportement. Ainsi, les biais cognitifs peuvent parfois conduire à une distorsion perceptuelle, à un jugement inexact, à une interprétation illogique ou à ce que l’on appelle généralement l'irrationalité,,. Cependant, certains biais cognitifs sont considérés comme adaptatifs et peuvent donc conduire au succès dans la situation appropriée. En outre, les biais cognitifs peuvent permettre des choix plus rapides lorsque la vitesse a plus de valeur que la précision. D'autres biais cognitifs sont un « sous-produit » de limitations de traitement humain, résultant d'une absence de mécanismes mentaux appropriés, ou simplement de limitations humaines dans le traitement de l'information.

## Conflits d'intérêt
- Si vous ne connaissez pas le sujet, laissez ce bandeau (vous pouvez alors contacter les auteurs).
- Si vous supprimez le contenu mis en cause (vous pouvez préalablement contacter les auteurs),

argumentez précisément cette suppression dans la page de discussion
(un manque de référence n'est pas un argument ; une recherche réelle de référence doit avoir été effectuée, être formellement documentée).
Une situation de conflit d’intérêts apparaît quand un individu ou une organisation doit gérer plusieurs liens d'intérêts qui s’opposent, dont au moins l’un d’eux pourrait corrompre la motivation à agir sur les autres. La corruption, le favoritisme, le lobbying, l'auto-régulation et la caution de complaisance (en) sont des sources courantes de conflit d'intérêts.

## Biais statistiques
Un biais statistique est une tendance systématique dans le traitement des données qui engendre des erreurs dans les résultats d'une étude. Cela peut être provoqué de différentes manières, dans la manière de choisir un échantillon ou dans la manière de collecter les données.
Le biais statistique est une propriété quantitative des techniques statistiques et de leurs résultats, la valeur attendue des résultats étant différente du paramètre quantitatif sous-jacent réel estimé.

## Préjugés
- Si vous ne connaissez pas le sujet, laissez ce bandeau (vous pouvez alors contacter les auteurs).
- Si vous supprimez le contenu mis en cause (vous pouvez préalablement contacter les auteurs),

argumentez précisément cette suppression dans la page de discussion
(un manque de référence n'est pas un argument ; une recherche réelle de référence doit avoir été effectuée, être formellement documentée).
Un préjugé est une opinion adoptée en l'absence d'informations ou de pratiques suffisantes. Parfois articulés sur des mythes ou des croyances, ou résultant d'une généralisation hâtive, les préjugés sont considérés dans une perspective bayésienne comme le point de départ de toute acquisition d'information, le processus d'apprentissage consistant simplement à les rectifier aussi vite que possible à la lumière de l'expérience.
Un préjugé est une idée admise sans démonstration, au même titre qu'un axiome ou un postulat. Cependant, il est considéré par celui qui y adhère comme une vérité, tandis que l'axiome ou le postulat s'inscrit dans un contexte de pensée philosophique ou scientifique dans lequel il est vu comme une hypothèse de travail utilisable indépendamment. Selon Charles Lord et al. (1979), il se peut cependant que même lorsque l'idée est démontrée comme fausse, le préjugé peut persévérer chez celui qui y adhère.

## Biais scientifiques
- L'effet expérimentateur consiste en un biais affectant les résultats d'une expérimentation, ceux-ci validant les hypothèses internes, conscientes ou non, de l'expérimentateur.
- Le biais de confusion désigne un ensemble d'erreurs qui peuvent survenir dans l'interprétation des liens entre la variable dépendante et la variable indépendante lors de l'analyse de résultats expérimentaux du fait de l'interférence d'autres variables qui ont été insuffisamment contrôlées par le protocole de recherche.
- Le biais de publication désigne le fait que les chercheurs et les revues scientifiques ont bien plus tendance à publier des expériences ayant obtenu un résultat positif (statistiquement significatif) que des expériences ayant obtenu un résultat négatif. Ce biais de publication donne aux lecteurs une perception biaisée (vers le positif) de l'état de la recherche.
- Le biais de financement désigne le fait que les résultats des recherches ont tendance à être plus favorables au financeur direct ou indirect.
- Les biais méthodologiques sont des erreurs dans la méthode scientifique, telles que des règles de protocoles non respectées, qui engendrent des résultats erronés.

## Biais médiatiques
Les biais médiatiques sont une tendance des médias à présenter involontairement les informations, idées ou évènements d'une façon altérée par un a priori ou une conviction. Par exemple :
- La mise sur agenda décrit la capacité des médias à se focaliser sur des évènements particuliers. Si un évènement est couvert de manière fréquente et prééminente, l'audience considérera le problème comme plus important. La saillance du sujet dans l'opinion publique sera plus importante[13].
- Le gatekeeping ("portier") est la manière dont l'information et les nouvelles sont filtrées au public, par chaque personne ou entreprise se trouvant sur la route. Il s'agit du "processus de cueillette et d'inclusion d’innombrables informations dans le nombre limité de messages qui parviennent aux gens tous les jours et constitue le centre du rôle des médias dans la vie publique moderne. [...] Ce processus ne détermine pas seulement les informations qui sont sélectionnées, mais également quel sera le contenu et la nature des messages, tels que les actualités. "[14]
- Le sensationnalisme fait ressortir certains éléments sordides et/ou spectaculaires pour attirer l'attention des spectateurs ou des lecteurs. Certains sont ainsi tentés de leur donner plus de poids et de portée qu'ils n'en ont réellement.

## Autres biais
- En psychologie sociale, le biais de groupe est le phénomène par lequel les positions initiales des membres individuels d'un groupe sont exagérées vers une position plus extrême, précisément parce qu'ils sont en groupe.
- Un biais émotionnel est un phénomène psychologique consistant en une distorsion de la connaissance et de la décision en raison de facteurs émotionnels..
- Biais culturel — biais lié à la tendance à se conformer à un type culturel donné.
- Biais linguistique (hypothèse de Sapir-Whorf) — selon laquelle les caractéristiques d'une langue influent sur la cognition de ses locuteurs.
- Biais de cadrage — la façon de présenter une situation influe sur la façon dont elle est interprétée.